# 시카고 (2002년 영화)
《시카고》(영어: Chicago)는 뮤지컬 시카고를 바탕으로 롭 마셜이 감독과 안무를, 빌 콘돈이 각본을 맡아 2002년에 개봉한 미국의 뮤지컬 영화다. 이 영화는 재즈 시대 시카고의 유명인, 스캔들, 부패를 주제로 다루었다. 2003년에 작품상을 포함하여 6개의 아카데미상을 받았다. 이 영화는 1969년 영화 올리버 이후로 작품상을 받은 최초의 뮤지컬 영화이기도 하다.

## 줄거리
1924년, 주부 록시 하트는 시카고 나이트클럽 더 오닉스에서 보드빌 스타 벨마 켈리의 공연("Overture/올 댓 재즈")을 관람한다. 스타가 되고 싶었던 록시는 매니저를 안다고 주장하는 가구 판매원 프레드 케이슬리와 불륜 관계를 시작한다. 공연 후 벨마는 남편과 여동생이 침대에서 함께 있는 것을 보고 그들을 죽인 혐의로 체포된다. 한 달 후, 케이슬리는 록시에게 자신과의 잠자리를 위해 인맥에 대해 거짓말을 했다고 고백한다. 격분한 록시는 그를 총으로 쏴 죽인다. 그녀는 순진한 남편 아모스에게 자위 목적으로 강도를 죽였다고 말하며 그에게 죄를 뒤집어쓰게 한다. 그러나 록시의 불륜 증거가 드러나자 아모스는 진술을 번복하고 경찰에 자신이 집에 도착했을 때 케이슬리가 이미 죽어 있었다고 말한다("Funny Honey"). 록시는 체포되고, 지방 검사 마틴 해리슨은 그녀가 교수형에 처해질 것이라고 선언한다.
쿡군 교도소에서 록시는 부패한 교도관 "마마" 모턴의 감독하에 살인범 수용동으로 보내진다("When You're Good to Mama"). 그녀는 우상인 벨마를 포함한 다른 여성들의 사연("셀 블록 탱고")을 알게 되지만, 벨마는 그녀의 친분을 거부한다. 모턴의 조언에 따라 록시는 벨마의 변호사이자 뛰어난 빌리 플린을 선임한다("All I Care About"). 플린과 록시는 언론을 조작하여 록시를 도시의 퇴폐적인 밤문화에 의해 타락한 원래 순결한 남부 여성으로 재탄생시킨다. 그녀는 아모스가 항상 일했기 때문에 케이슬리와 불륜을 저질렀지만, 회개하고 아모스를 위해 케이슬리를 떠났으며, 케이슬리가 질투심에 그녀를 공격했다고 주장한다("We Both Reached for the Gun"). 언론은 이 이야기를 믿고, 대중으로부터 비극적인 영웅으로 칭송받은 록시는 하룻밤 사이에 센세이션을 일으킨다("Roxie"). 대중의 관심을 잃어 불행했던 벨마는 록시에게 살해당한 여동생을 대신해 자신의 공연에 합류할 것을 설득하지만("I Can't Do It Alone"), 이제 두 라이벌 중 더 인기 있는 록시는 그녀를 무시한다.
부유한 상속녀 키티 백스터가 남편과 그의 두 정부를 살해한 혐의로 체포되자 언론과 플린은 즉시 그녀에게 초점을 옮긴다. 벨마의 놀랍게도 록시는 임신을 주장하며 빠르게 다시 주목을 받는다. 아모스는 언론으로부터 무시당하고("Mister Cellophane"), 플린은 록시에 대한 더 많은 동정심을 얻기 위해 그 아이가 케이슬리의 아이이며, 록시가 곤경에 처한 와중에 이혼해야 한다고 설득한다. 록시는 이제 스스로 승리할 수 있다고 믿고 플린을 해고하기로 결정한다. 그러나 살인범 수용동에 있는 헝가리 여성인 카탈린 헬린스키(자신이 무죄라고 주장하는 유일한 수감자)가 쿡군 역사상 처음으로 교수형에 처해지자 록시는 상황의 심각성을 깨닫고 플린을 다시 고용한다.
록시의 재판이 시작되고, 플린은 선정적인 신문 기자들과 라디오 진행자 메리 선샤인의 도움을 받아 그것을 미디어 스펙터클로 만든다("Razzle Dazzle"). 플린은 증인들의 신뢰를 떨어뜨리고, 증거를 조작하며, 록시가 아이가 아모스의 아이임을 주장하자 아모스와 록시 사이의 공개적인 화해까지 연출한다. 재판은 록시에게 유리하게 진행되는 듯했으나, 마마와 벨마가 재판을 듣다가 록시의 일기를 찾아 법정에 가져오고, 자신들의 사건에서 사면을 대가로 죄를 입증하는 내용들을 읽는다. 플린은 일기의 법률적 언어를 들어 해리슨이 증거로 심어놓은 것이라고 암시하며 일기의 신뢰를 떨어뜨린다("A Tap Dance"). 록시는 무죄를 선고받지만, 몇 분 후 다른 여성이 법원 밖에서 자신의 변호사를 총으로 쏘자 그녀의 명성은 가려진다. 플린은 록시에게 지방 검사를 범죄자로 만들고 두 의뢰인을 동시에 풀어주기 위해 자신이 일기를 조작했다고 시인한다. 아모스는 아버지가 되는 것에 충성심을 보이며 들떠 있지만, 록시는 잔인하게 임신을 위장했다고 밝힌다.
록시는 제한적인 성공을 거두며 보드빌 경력을 계속 추구한다("Nowadays"). 비슷하게 성공하지 못한 벨마는 록시에게 두 살인범으로 구성된 더블 액트로 함께 공연할 것을 제안한다. 록시는 처음에는 거부하지만, 나중에 벨마가 상호 적대감에도 불구하고 함께 공연할 수 있다고 지적하자 받아들인다. 두 사람은 화려한 공연("Nowadays/Hot Honey Rag")을 펼치고, 플린, 모턴, 배심원단, 그리고 다른 무죄 판결을 받은 살인범들을 포함한 열정적인 관객들로부터 기립 박수를 받는다.

## 배역
- 러네이 젤위거 - 록시 하트
- 캐서린 제타존스 - 벨마 켈리
- 리처드 기어 - 빌리 플린
- 퀸 라티파 - 매드론 마마 모튼
- 존 C. 라일리 - 에이머스 하트
- 루시 류 - 키티 백스터
- 크리스틴 배런스키 - 메리 선샤인
- 타이 디그스 - 밴드 리더
- 도미닉 웨스트 - 프레드 카셀리
- 콜름 피오 - 마틴 해리슨
- 치타 리베라 - 니키
- 디어드리 굿윈 - 준
- 데니즈 페이 - 애니
- 마이아 - 모나
- 수전 미스너 - 리즈

## 한국판 성우진(MBC) (2005년 12월 2일)
- 박영희 - 록시(러네이 젤위거)
- 윤소라 - 벨마(캐서린 지타존스)
- 이정구 - 빌리(리처드 기어)
- 정희선 - 마마(퀸 라티파)
- 최한 - 에이머스(존 C. 라일리)
- 문남숙 - 키티(루시 류)
- 전수빈 - 밴드 리더(타이 디그스)
- 김명수 - 해리슨 검사(컴 피오)
- 엄현정 - 메리 선샤인(크리스틴 배런스키)
- 이윤연 - 프레드(도미닉 웨스트)
- 김순선 - 모니(미아 해리슨)
- 이미자 - 준(디어드리 굿윈)
- 이도련 - 판사(숀 맥캔)
- 고성일 - 경찰(브루스 비튼)
- 방성준 - 법원 직원(스티브 베할)
- 이원찬 - 기자(숀 웨인 도일)

## 뮤지컬 순서
1. "Overture/All That Jazz" – Velma, Company
2. "Funny Honey" – Roxie
3. "When You're Good to Mama" – Mama
4. "Cell Block Tango" – Velma, Cell Block Girls
5. "All I Care About" – Billy, Chorus Girls
6. "We Both Reached for the Gun" – Billy, Roxie, Mary, Reporters
7. "Roxie" – Roxie, Chorus Boys
8. "I Can't Do It Alone" – Velma
9. "Mister Cellophane" – Amos
10. "Razzle Dazzle" – Billy, Company
11. "Class" – Velma and Mama
12. "Nowadays" – Roxie
13. "Nowadays/Hot Honey Rag" – Roxie, Velma
14. "I Move On" – Roxie and Velma (over the end credits)
15. "All That Jazz (reprise)" – Velma, Company
16. "Exit Music" – Instrumental

## 박스 오피스
이 영화는 미국과 캐나다에서만 170,687,518 달러의 수익을 올렸고, 다른 국가에서는 136,089,214 달러의 수익을 올렸다.
다 합쳐서 전 세계적으로 306,403,013 달러의 수익을 올렸는데 당시 최고 수익을 올린 어떠한 영화도 북미 시장의 주간 박스 오피스 차트에서 1~2위에 오르지 못했다. (캐나다, 미국 기준 3위가 최고였다) 이 기록은 앨빈과 슈퍼밴드 2가 나오기 전까지 유효했다.